# Златор
Зла́тор (хорв. Zlatar) — город на севере Хорватии, в Крапинско-Загорской жупании, центр одноимённой общины. Население — 2906 человек в самом городе и 6096 человек в общине, абсолютное большинство — хорваты.

## Известные уроженцы
- Евгений Кумичич — хорватский писатель
- Юрай Жерьявич — член хорватского парламента, аббат